# Elecciones provinciales de La Rioja (Argentina) de 2007
El 19 de agosto y 28 de octubre de 2007 se realizaron elecciones para elegir Gobernador, vicegobernador, 18 diputados provinciales y 23 convencionales constituyentes, de la Provincia de La Rioja.
El resultado estableció que Luis Beder Herrera fuera elegido gobernador de la provincia con un 42% de los votos. Los medios nacionales destacaron también las escasa cantidad de votos obtenidos por el expresidente Carlos Menem (22%), en su propia provincia.

## Renovación Legislativa
| Departamento           | Diputados | A renovar |
| ---------------------- | --------- | --------- |
| Ángel V. Peñaloza      | 1         | 1         |
| Arauco                 | 1         | —         |
| Belgrano               | 1         | 1         |
| Capital                | 5         | 1         |
| Castro Barros          | 1         | —         |
| Chamical               | 1         | —         |
| Chilecito              | 2         | 1         |
| Facundo Quiroga        | 1         | —         |
| Famatina               | 1         | —         |
| Felipe Varela          | 1         | —         |
| Independencia          | 1         | 1         |
| Lamadrid               | 1         | 1         |
| Ocampo                 | 1         | 1         |
| Rosario Vera Peñaloza  | 1         | —         |
| San Blas de los Sauces | 1         | 1         |
| San Martín             | 1         | 1         |
| Sanagasta              | 1         | —         |
| Vinchina               | 1         | —         |
| Total                  | 23        | 9         |

## Resultados

### Consulta popular
Consulta popular para aprobar la ley provincial 8.135 por el cual se modifica la constitución para aumentar el número de diputados a 36 y eliminar la reelección indefinida del gobernador y vicegobernador.
| Opción                | Votos   | %     |
| --------------------- | ------- | ----- |
| Sí                    | 42.452  | 63,09 |
| No                    | 24.834  | 36,91 |
| Votos positivos       | 67.286  | 42,39 |
| Votos en blanco       | 91.127  | 57,41 |
| Votos anulados        | 311     | 0,20  |
| Participación         | 158.724 | 75,80 |
| Electores registrados | 209.385 | 100   |
| Fuente:               |         |       |

### Gobernador y vicegobernador
| Fórmula               | Fórmula               | Partido               | Partido                                   | Votos   | %     |
| Gobernador            | Vicegobernador        | Partido               | Partido                                   | Votos   | %     |
| --------------------- | --------------------- | --------------------- | ----------------------------------------- | ------- | ----- |
| Luis Beder Herrera    | Teresita Luna         |                       | Frente del Pueblo Riojano                 | 65.986  | 42,55 |
| Ricardo Quintela      | Fernando Rejal        |                       | Frente para la Victoria                   | 43.162  | 27,84 |
| Carlos Menem          | Nicolás Martínez      |                       | Lealtad y Dignidad                        | 34.589  | 22,31 |
| Julio Martínez        | Enzo Herrera Páez     |                       | Frente Cívico y Social                    | 7.155   | 4,61  |
| Rogelio de Leonardi   | Pablo Lucero          |                       | Encuentro Popular Riojano (PCA - PI - FG) | 2.638   | 1,70  |
| Horacio Pavón         | María Paredes         |                       | Izquierda Socialista                      | 780     | 0,50  |
| Graciela Dáscola      | Mauro Barrionuevo     |                       | Afirmación para una República Igualitaria | 751     | 0,48  |
| Votos positivos       | Votos positivos       | Votos positivos       | Votos positivos                           | 155.061 | 97,69 |
| Votos en blanco       | Votos en blanco       | Votos en blanco       | Votos en blanco                           | 2.496   | 1,57  |
| Votos nulos           | Votos nulos           | Votos nulos           | Votos nulos                               | 1.167   | 0,74  |
| Participación         | Participación         | Participación         | Participación                             | 158.724 | 75,80 |
| Electores registrados | Electores registrados | Electores registrados | Electores registrados                     | 209.385 | 100   |
| Fuente:               |                       |                       |                                           |         |       |

### Convención Constituyente
| Partido               | Partido                              | Votos   | %     | Bancas |
| --------------------- | ------------------------------------ | ------- | ----- | ------ |
|                       | Frente del Pueblo Riojano            | 85.919  | 80,54 | 20/23  |
|                       | Frente Cívico y Social               | 13.504  | 12,66 | 3/23   |
|                       | Encuentro Popular Riojano (PCA - PH) | 3.070   | 2,88  |        |
|                       | Izquierda Socialista                 | 1.362   | 1,28  |        |
|                       | Unión por la Rioja                   | 1.077   | 1,01  |        |
| Votos positivos       | Votos positivos                      | 106.677 | 65,73 |        |
| Votos en blanco       | Votos en blanco                      | 54.453  | 33,55 |        |
| Votos nulos           | Votos nulos                          | 1.167   | 0,72  |        |
| Participación         | Participación                        | 162.297 | 76,76 |        |
| Electores registrados | Electores registrados                | 211.392 | 100   |        |
| Fuente:               |                                      |         |       |        |

### Legislatura
| ← 2005 · Legislatura · 2009 → | ← 2005 · Legislatura · 2009 →        | ← 2005 · Legislatura · 2009 → | ← 2005 · Legislatura · 2009 → | ← 2005 · Legislatura · 2009 → |
| Partido                       | Partido                              | Votos                         | %                             | Bancas                        |
| ----------------------------- | ------------------------------------ | ----------------------------- | ----------------------------- | ----------------------------- |
|                               | Frente del Pueblo Riojano            | 26.994                        | 27,93                         | 2/9                           |
|                               | Frente para la Victoria              | 25.975                        | 26,88                         | 5/9                           |
|                               | Frente Cívico y Social               | 6.723                         | 6,96                          |                               |
|                               | Acción Riojana                       | 6.699                         | 6,93                          |                               |
|                               | Tiempo del Pueblo                    | 5.599                         | 5,79                          |                               |
|                               | Un Sentimiento para la Comunidad     | 5.388                         | 5,57                          |                               |
|                               | Lealtad y Dignidad                   | 5.358                         | 5,54                          |                               |
|                               | Partido Social por el Bien Común     | 3.440                         | 3,56                          |                               |
|                               | Trabajo para el Pueblo y su Gente    | 1.886                         | 1,95                          |                               |
|                               | Frente Departamental Popular         | 1.722                         | 1,78                          |                               |
|                               | Siempre Junto a la Gente             | 1.580                         | 1,63                          | 1/9                           |
|                               | Encuentro Popular Riojano (PCA - PH) | 979                           | 1,01                          |                               |
|                               | Trabajo y Producción                 | 869                           | 0,90                          | 1/9                           |
|                               | PTS - MAS - Izquierda Socialista     | 838                           | 0,87                          |                               |
|                               | Conducción Renovadora                | 721                           | 0,75                          |                               |
|                               | Compromiso Ciudadano                 | 553                           | 0,57                          |                               |
|                               | Unión por la Rioja                   | 499                           | 0,52                          |                               |
|                               | Movimiento Progresista y C.          | 369                           | 0,38                          |                               |
|                               | Arriba Independencia                 | 290                           | 0,30                          |                               |
|                               | Partido Demócrata Cristiano          | 167                           | 0,17                          |                               |
| Votos positivos               | Votos positivos                      | 96.649                        | 80,52                         |                               |
| Votos en blanco               | Votos en blanco                      | 22.181                        | 18,48                         |                               |
| Votos nulos                   | Votos nulos                          | 1.200                         | 1,00                          |                               |
| Participación                 | Participación                        | 120.030                       | 75,71                         |                               |
| Electores registrados         | Electores registrados                | 158.529                       | 100                           |                               |
| Fuente:                       |                                      |                               |                               |                               |

#### Resultados por departamento
| Ángel V. Peñaloza 1 Diputado      | Ángel V. Peñaloza 1 Diputado         | Ángel V. Peñaloza 1 Diputado | Ángel V. Peñaloza 1 Diputado | Ángel V. Peñaloza 1 Diputado |
| Partido                           | Partido                              | Votos                        | %                            | Electo                       |
| --------------------------------- | ------------------------------------ | ---------------------------- | ---------------------------- | ---------------------------- |
|                                   | Frente para la Victoria              | 800                          | 44,88                        | - José Luis González         |
|                                   | Frente del Pueblo Riojano            | 562                          | 31,50                        |                              |
|                                   | Partido Social por el Bien Común     | 216                          | 12,11                        |                              |
|                                   | Frente Cívico y Social               | 206                          | 11,55                        |                              |
| Votos positivos                   | Votos positivos                      | 1.784                        | 93,40                        |                              |
| Votos en blanco                   | Votos en blanco                      | 119                          | 6,23                         |                              |
| Votos nulos                       | Votos nulos                          | 7                            | 0,37                         |                              |
| Participación                     | Participación                        | 1.910                        | 86,27                        |                              |
| Electores registrados             | Electores registrados                | 2.214                        | 100                          |                              |
| Belgrano 1 Diputado               |                                      |                              |                              |                              |
| Partido                           | Partido                              | Votos                        | %                            | Electo                       |
|                                   | Frente para la Victoria              | 2.051                        | 50,00                        | - Ricardo César Farías       |
|                                   | Trabajo para el Pueblo y su Gente    | 1.886                        | 45,98                        |                              |
|                                   | Frente Cívico y Social               | 165                          | 4,02                         |                              |
| Votos positivos                   | Votos positivos                      | 4.102                        | 98,98                        |                              |
| Votos en blanco                   | Votos en blanco                      | 212                          | 4,91                         |                              |
| Votos nulos                       | Votos nulos                          | 5                            | 0,12                         |                              |
| Participación                     | Participación                        | 4.319                        | 79,94                        |                              |
| Electores registrados             | Electores registrados                | 5.403                        | 100                          |                              |
| Capital 1 Diputado                |                                      |                              |                              |                              |
| Partido                           | Partido                              | Votos                        | %                            | Electo                       |
|                                   | Frente para la Victoria              | 19.303                       | 30,54                        | - Juan Carlos Vergara        |
|                                   | Frente del Pueblo Riojano            | 17.015                       | 26,92                        |                              |
|                                   | Acción Riojana                       | 6.699                        | 10,60                        |                              |
|                                   | Un Sentimiento para la Comunidad     | 5.388                        | 8,52                         |                              |
|                                   | Lealtad y Dignidad                   | 5.340                        | 8,45                         |                              |
|                                   | Frente Cívico y Social               | 4.072                        | 6,44                         |                              |
|                                   | Partido Social por el Bien Común     | 3.077                        | 4,87                         |                              |
|                                   | Encuentro Popular Riojano (PCA - PH) | 979                          | 1,55                         |                              |
|                                   | PTS - MAS - Izquierda Socialista     | 838                          | 1,33                         |                              |
|                                   | Unión por la Rioja                   | 499                          | 0,79                         |                              |
| Votos positivos                   | Votos positivos                      | 63.210                       | 80,35                        |                              |
| Votos en blanco                   | Votos en blanco                      | 14.512                       | 18,45                        |                              |
| Votos nulos                       | Votos nulos                          | 951                          | 1,21                         |                              |
| Participación                     | Participación                        | 78.673                       | 74,98                        |                              |
| Electores registrados             | Electores registrados                | 104.927                      | 100                          |                              |
| Chilecito 1 Diputado              |                                      |                              |                              |                              |
| Partido                           | Partido                              | Votos                        | %                            | Electo                       |
|                                   | Frente del Pueblo Riojano            | 5.710                        | 37,33                        | - Julio César Pedroza        |
|                                   | Tiempo del Pueblo                    | 5.599                        | 36,60                        |                              |
|                                   | Frente Cívico y Social               | 2.099                        | 13,72                        |                              |
|                                   | Frente Departamental Popular         | 1.722                        | 11,26                        |                              |
|                                   | Partido Demócrata Cristiano          | 167                          | 1,09                         |                              |
| Votos positivos                   | Votos positivos                      | 15.297                       | 69,46                        |                              |
| Votos en blanco                   | Votos en blanco                      | 6.535                        | 29,67                        |                              |
| Votos nulos                       | Votos nulos                          | 192                          | 0,87                         |                              |
| Participación                     | Participación                        | 22.024                       | 73,46                        |                              |
| Electores registrados             | Electores registrados                | 29.979                       | 100                          |                              |
| Independencia 1 Diputado          |                                      |                              |                              |                              |
| Partido                           | Partido                              | Votos                        | %                            | Electo                       |
|                                   | Frente para la Victoria              | 635                          | 38,63                        | - Camila del Valle Herrera   |
|                                   | Frente del Pueblo Riojano            | 483                          | 29,38                        |                              |
|                                   | Arriba Independencia                 | 290                          | 17,64                        |                              |
|                                   | Partido Social por el Bien Común     | 147                          | 8,94                         |                              |
|                                   | Frente Cívico y Social               | 89                           | 5,41                         |                              |
| Votos positivos                   | Votos positivos                      | 1.644                        | 92,36                        |                              |
| Votos en blanco                   | Votos en blanco                      | 126                          | 7,08                         |                              |
| Votos nulos                       | Votos nulos                          | 10                           | 0,56                         |                              |
| Participación                     | Participación                        | 1.780                        | 86,41                        |                              |
| Electores registrados             | Electores registrados                | 2.060                        | 100                          |                              |
| Lamadrid 1 Diputado               |                                      |                              |                              |                              |
| Partido                           | Partido                              | Votos                        | %                            | Electo                       |
|                                   | Trabajo y Producción                 | 869                          | 72,36                        | - Luis Bernardo Orquera      |
|                                   | Frente del Pueblo Riojano            | 332                          | 27,64                        |                              |
| Votos positivos                   | Votos positivos                      | 1.201                        | 91,82                        |                              |
| Votos en blanco                   | Votos en blanco                      | 105                          | 8,03                         |                              |
| Votos nulos                       | Votos nulos                          | 2                            | 0,15                         |                              |
| Participación                     | Participación                        | 1.308                        | 76,90                        |                              |
| Electores registrados             | Electores registrados                | 1.701                        | 100                          |                              |
| Ocampo 1 Diputado                 |                                      |                              |                              |                              |
| Partido                           | Partido                              | Votos                        | %                            | Electo                       |
|                                   | Frente para la Victoria              | 2.161                        | 50,51                        | - Pedro José Ferrari         |
|                                   | Frente del Pueblo Riojano            | 1.656                        | 38,71                        |                              |
|                                   | Movimiento Progresista y C.          | 369                          | 8,63                         |                              |
|                                   | Frente Cívico y Social               | 92                           | 2,15                         |                              |
| Votos positivos                   | Votos positivos                      | 4.278                        | 39,39                        |                              |
| Votos en blanco                   | Votos en blanco                      | 290                          | 6,33                         |                              |
| Votos nulos                       | Votos nulos                          | 13                           | 0,28                         |                              |
| Participación                     | Participación                        | 4.581                        | 80,35                        |                              |
| Electores registrados             | Electores registrados                | 5.701                        | 100                          |                              |
| San Blas de los Sauces 1 Diputado |                                      |                              |                              |                              |
| Partido                           | Partido                              | Votos                        | %                            | Electo                       |
|                                   | Frente del Pueblo Riojano            | 1.236                        | 54,67                        | - Sergio Casas               |
|                                   | Frente para la Victoria              | 1.025                        | 45,33                        |                              |
| Votos positivos                   | Votos positivos                      | 2.261                        | 95,44                        |                              |
| Votos en blanco                   | Votos en blanco                      | 101                          | 4,26                         |                              |
| Votos nulos                       | Votos nulos                          | 7                            | 0,30                         |                              |
| Participación                     | Participación                        | 2.369                        | 81,24                        |                              |
| Electores registrados             | Electores registrados                | 2.916                        | 100                          |                              |
| San Martín 1 Diputado             |                                      |                              |                              |                              |
| Partido                           | Partido                              | Votos                        | %                            | Electo                       |
|                                   | Siempre Junto a la Gente             | 1.580                        | 55,01                        | - Ángel Guido Acosta         |
|                                   | Conducción Renovadora                | 721                          | 25,10                        |                              |
|                                   | Compromiso Ciudadano                 | 553                          | 19,25                        |                              |
|                                   | Lealtad y Dignidad                   | 18                           | 0,63                         |                              |
| Votos positivos                   | Votos positivos                      | 2.872                        | 93,67                        |                              |
| Votos en blanco                   | Votos en blanco                      | 181                          | 5,90                         |                              |
| Votos nulos                       | Votos nulos                          | 13                           | 0,42                         |                              |
| Participación                     | Participación                        | 3.066                        | 84,51                        |                              |
| Electores registrados             | Electores registrados                | 3.628                        | 100                          |                              |